# Ectropis fumataria
Ectropis fumataria är en fjärilsart som beskrevs av Minot 1869. Ectropis fumataria ingår i släktet Ectropis och familjen mätare. Inga underarter finns listade i Catalogue of Life.